# 里达镇
里达镇，是中华人民共和国云南省文山壮族苗族自治州富宁县下辖的一个乡镇级行政单位。

## 行政区划
里达镇下辖以下地区：
里达村、中坝村、小木匠村、牛场村、里拱村、达孟村、小里达村和那坡村。